# Hans Nelböck
Hans Nelböck, auch Johann Nelböck, (* 12. Mai 1903 in Brandel bei Lichtenegg, Österreich-Ungarn; † 3. Februar 1954 in Wien) war ein österreichischer Philosophie-Student. Er ermordete am 22. Juni 1936 den Philosophen Moritz Schlick, was das faktische Ende des Wiener Kreises bedeutete. Seine Tat wurde von antisemitischen und klerikalfaschistischen Kreisen positiv aufgenommen, gleichzeitig der ideologische Kontext heruntergespielt und zur Verschleierung ein Eifersuchtsmotiv in den Vordergrund gestellt.

## Leben
Hans Nelböck war ein Bauernsohn aus katholischem Milieu, der nach dem Besuch des Gymnasiums in Wels 1925 ein Studium der Philosophie an der Universität Wien bei Moritz Schlick aufnahm. Am 21. März 1931 wurde er mit der Dissertation Die Bedeutung der Logik im Empirismus und Positivismus zum Doktor der Philosophie promoviert. Zweimal war er unter der Diagnose „schizoide Psychopathie“ in psychiatrische Anstalten eingeliefert worden, beide Male aufgrund einer Anzeige von Moritz Schlick, der zuvor von Nelböck Morddrohungen erhalten hatte.
Die Urteilsbegründung durch das Wiener Landesgericht für Strafsachen vom 26. Mai 1937 fasste zusammen: „Am 22. Juni 1936 hat der Angeklagte um 9 Uhr 20' den Professor der philosophischen Fakultät Dr. Moritz Schlick im Gebäude der Wiener Universität auf der zur philosophischen Fakultät führenden Hauptstiege in dem Augenblick erschossen, als Dr. Schlick sich zu seiner Vorlesung begeben wollte. Die Leicheneröffnung ergab, dass Dr. Schlick von vier aus einer Pistole mit Kaliber 6,35 abgefeuerten Geschossen getroffen war.[...] Die[...]Schussverletzungen waren unbedingt tödlich; und Dr. Schlick ist dann auch tatsächlich noch vor dem Eintreffen ärztlicher Hilfe am Tatort, wo er zu Boden gesunken war, verschieden.“
Hans Nelböck wurde am 26. Mai 1937 zu zehn Jahren Kerkerhaft verurteilt, suchte jedoch kaum zwei Jahre später – nach dem „Anschluss Österreichs“ – um Begnadigung nach. In seinem Gesuch wies er darauf hin, „dass er durch seine Tat und die hierdurch erfolgte Beseitigung eines jüdischen, volksfremde und volksschädliche Lehrsätze verbreitenden Lehrers dem Nationalsozialismus einen Dienst erwiesen und wegen dieser Tat auch für den Nationalsozialismus gelitten habe. Da nun die Weltanschauung, aus der er, ihre Richtigkeit erkennend, die Tat begangen hat, der heute herrschender Staatsgedanke ist, empfindet er es als Härte, wenn er noch weithin wegen der aus dieser Anschauung geborenen Tat zurückstehen muss.“ Da der Oberstaatsanwalt jedoch zu dem Schluss kam, für Nelböcks Tat seien vorwiegend persönliche Motive ausschlaggebend gewesen, wurde dieser am 11. Oktober 1938 lediglich auf Bewährung entlassen.
Nelböck arbeitete fortan in der geologischen Abteilung der kriegswirtschaftlichen Erdölverwaltung. Als die Bewährungsfrist 1943 endete, war er als technischer Angestellter im Hauptvermessungsamt tätig.
Nach 1945 arbeitete Nelböck in der Mineralölverwaltung der sowjetischen Besatzungszone, ab 1947 galt er laut Leumundszeugnis als „unbescholten“. 1951 verklagte Hans Nelböck Victor Kraft, der ihn in seinem Buch Der Wiener Kreis als „verfolgungswahnhaften Psychopathen“ bezeichnet hatte. Kraft stimmte einem Vergleich zu, weil er sich von Nelböck bedroht fühlte.

## Ideologisches Umfeld
Den Mord an seinem „Doktorvater“ rechtfertigte Nelböck unter anderem mit weltanschaulichen Argumenten. Schlicks antimetaphysische Philosophie habe seine moralische Überzeugung verunsichert und er dadurch seinen lebensweltlichen Rück- und Zusammenhalt verloren. In der Anklageschrift gegen Nelböck hieß es: „Der Beschuldigte, der von Natur aus religiös eingestellt ist, hat die wissenschaftliche Bekämpfung des von Prof. Schlick vertretenen Positivismus, bzw. den destruktiven Tendenzen des atheistischen Positivismus entgegenzuarbeiten, für unerlässlich erachtet.“ Als verharmlosende und vom politischen Kontext ablenkende Deckerzählung wurde vom Attentäter wie von weltanschaulichen Gegnern Moritz Schlicks ein Streit um eine Studentin namens Sylvia Borowicka als Tatmotiv in den Mittelpunkt gestellt. Auch habe Nelböck die Ablehnung seiner Bewerbung um eine Stelle bei den Volkshochschulen auf eine Intervention Schlicks zurückgeführt.
Der Aspekt der Gesinnungstat spielte im Zeitkontext des in Österreich 1933 bis 1938 etablierten klerikalfaschistischen Regimes eine nicht unwesentliche Rolle. Wenige Wochen nach dem Mord erschien in der regimenahen Zeitschrift „Schönere Zukunft“ beispielsweise ein Artikel eines „Prof. Dr. Austriacus“. Autor war der Professor für Gesellschaftslehre und Rechtsphilosophie Johannes Sauter. Dieser distanzierte sich zwar davon, dass ehemalige Studenten ihre Professoren ermorden, sah die Tat Nelböcks allerdings als „verhängnisvolle Folge“ „böser Ursachen“, nämlich der antimetaphysischen und damit antireligiösen Zielrichtung von Schlicks Positivismus. In zeitgenössischer antisemitischer Polemik und in klassischer Schuldumkehr wurde der ermordete Schlick zum eigentlichen Schuldigen stilisiert und ihm die Verantwortung für seine Ermordung selbst zugewiesen. In der Ablehnung des Wiener Kreises waren sich das Regime Schuschnigg und das ab 1938 in Österreich regierende nationalsozialistische Regime einig.